# PGGM
PGGM is een Nederlandse pensioenuitvoeringsorganisatie. Op 1 januari 2008 werd PGGM als zelfstandige uitvoeringsorganisatie afgescheiden van het Pensioenfonds Zorg en Welzijn (PFZW), waar het tot die tijd onderdeel van was (en dat tot die tijd ook de naam PGGM voerde). PGGM is nog steeds de pensioenuitvoerder van PFZW.

## Scheiding
Tot de scheiding tussen pensioenfonds en uitvoerder werd besloten omdat een pensioenfonds geen individuele verzekeringsproducten aan haar leden mag verkopen. Ook is het voor PGGM nu mogelijk de uitvoering voor andere fondsen te doen.
PGGM is een coöperatie, waarvan werknemers en werkgevers in de sector zorg en welzijn lid kunnen worden. De afkorting PGGM heeft geen betekenis meer. Voor de scheiding stond deze voor Pensioenfonds voor Gezondheidszorg, Geestelijke en Maatschappelijke belangen.

## Kritiek
In juni 2018 kwam er kritiek op PGGM vanuit milieuorganisaties vanwege beleggingen voor het pensioenfonds Pensioenfonds Zorg en Welzijn (PFZW) in teerzandolie. PGGM reageerde op deze kritiek door te stellen dat de belangen van PFZW in vervuilende bedrijven stapsgewijs worden afgebouwd en dat er door het fonds steeds meer in bedrijven wordt geïnvesteerd die duurzame energie opwekken.